# 栃木優太
栃木 優太（とちぎ ゆうた、2002年5月3日 - ）は、日本のプロサッカー選手。栃木県栃木市出身。フィリピン・フットボールリーグのメンディオラFC 1991所属。ポジションは主にCB,守備的MF。

## 来歴
フィリピン人の母親と日本人の父親を持つハーフ。6歳の時に地元の少年団チーム（KOU FC)にてサッカーを始める。第99回全国高校サッカー選手権大会栃木県予選では優秀選手に選出される。2025年にメンディオラFC 1991へ入団すると、同年2月22日に公式戦デビューを果たし、3月8日にはプロ初スタメン、フル出場を果たす。

## 人物
物心がついた頃にはサッカーをしていた。サッカーを始めた頃は体が大きかったこともあり、小学校4年生まではGKをしていた。小学校5年生になると、地元栃木市のクラブチームモランゴ栃木に移籍し、ジュニア、ジュニアユースへとステップアップしていく。サッカーを始めた頃から常に周りからは「下手くそな選手」として有名で実際本人も自認していた（本人のポッドキャストより）。しかし声を出したり、体を張ったプレーには長けており、持ち前のリーダーシップで常にキャプテンを任されることが多かった。
高校進学時には地元、栃木県の私立宇都宮短期大学附属高等学校へ運動特待生として進学。1年次はトップチームでの公式戦出場機会はなかったものの、2年時の第98回全国高等学校サッカー選手権大会栃木県予選では部員180名の中からレギュラーを勝ち取り、ベスト4進出を果たす。翌年、3年時は新型コロナウイルス感染拡大の影響もあり、多くの大会が中止となったが、最後の第99回全国高等学校サッカー選手権大会栃木県予選では、部長として試合に出場し、決勝進出を果たす。惜しくも矢板中央高校にPK戦の末敗れ、悲願の全国大会出場とはならなかったが、同大会の大会優秀選手に選出される。
大学は、地方国立大学の古豪として知られる高知大学体育会サッカー部に進学し、1年時には学年代表として活躍。しかし、2年時に進学する前に家庭の事情、金銭的な事情で休学をすることとなり、地元栃木へ帰郷。サッカー部からも離れることとなる。
休学期間中は栃木県社会人サッカーリーグ2部に所属するFCリスタ宇都宮に加入。しかし、休学期間中に正社員としてビッグモーターに営業職として入社し、働いていたため、ほとんどサッカーができない1年間を過ごす。
翌年2023年には大学にも復学し、サッカー部にも復部を果たす。しかし、アルバイトを4つ掛け持ちし、学費を稼ぎながら部活動にも励んでいたため、復部後はチームに馴染めず、翌年2024年シーズンからは四国地域リーグに所属するLlamas高知FCに移籍しリーグ戦13試合に出場、チームの残留に貢献する。
翌年2025年からはフィリピン・フットボールリーグに加盟しているメンディオラFC1991に移籍し、同年2月22日PFL 2024-2025シーズン第12節ロヨラ・メラルコ・スパークスFC戦で後半10分から途中出場し、プロデビュー、チームの今シーズン初勝利に貢献した。

## エピソード
- 小学校6年時には「小さな親切作文コンクール」にて県知事賞受賞、全国優秀作品賞を受賞した経歴がある。
- 中学時代は生徒会長を務めた経験がある。
- University of the Philippines （UP Diliman ）に交換留学で来比しながらプロ契約を勝ち取る。大学生とプロサッカー選手の二足の草鞋を履きこなす。

## 所属クラブ
- 2008年 - 2013年 KOU FC
- 2013年 - 2015年 モランゴ栃木FC Jr.
- 2015年 - 2018年 モランゴ栃木FC Jy.
- 2018年 - 2021年 宇都宮短期大学附属高等学校サッカー部
- 2021年 - 2022年 高知大学体育会サッカー部
- 2022年 - 2023年 FCリスタ宇都宮
- 2023年 - 2024年 高知大学体育会サッカー部
- 2024年 - 2025年 Llamas高知FC
- 2025年2月 - メンディオラFC 1991